# Milagros Paiva
Milagros Belén Paiva (Llavallol, Provincia de Buenos Aires, Argentina; 10 de diciembre de 1998) es una futbolista argentina. Juega de mediocampista en UAI Urquiza de la Primera División Femenina de Argentina.

## Trayectoria

### Independiente
Desde el año 2015 forma parte del plantel de El Rojo, club donde debutó oficialmente. Permaneció en el equipo hasta el año 2017.

### Racing Club
En 2017 pasó a formar parte del clásico rival, Racing Club de Avellaneda. Permaneció en La Academia hasta 2019.

### Lanús
En 2019 tiene paso por Lanús, en El Granate a pesar de una lesión, logra recuperar la titularidad y en enero de 2022 renueva su vínculo, siendo parte del equipo que realizó una buena campaña en la Primera División y en la Copa Federal con un gran juego demostrado por Las Granas.

### UAI Urquiza
El 6 de enero de 2023 El Furgón hace oficial la llegada de Paiva, firmando contrato por un año de cara a la temporada 2023.

## Estadísticas

### Clubes
| Club          | Liga               | País      | Año             |
| ------------- | ------------------ | --------- | --------------- |
| Independiente | Primera División A | Argentina | 2015 - 2017     |
| Racing Club   | Primera División A | Argentina | 2017 - 2019     |
| Lanús         | Primera División A | Argentina | 2019 - 2022     |
| UAI Urquiza   | Primera División A | Argentina | 2023 - presente |